# Condado de Raleigh
El condado de Raleigh (en inglés: Raleigh County), fundado en 1850, es uno de los 55 condados del estado estadounidense de Virginia Occidental. En el año 2000 tenía una población de 79.220 habitantes con una densidad poblacional de 50 personas por km². La sede del condado es Beckley.

## Geografía
Según la Oficina del Censo, el condado tiene un área total de 1577 km² (608,9 mi²), de la cual 1572 km² (606,9 mi²) es tierra y 5 km² (1,9 mi²) (0.40%) es agua.

### Condados adyacentes
- Condado de Kanawha - norte
- Condado de Fayette - noreste
- Condado de Summers - este
- Condado de Mercer - sureste
- Condado de Wyoming - suroeste
- Condado de Boone - noroeste

### Carreteras
| - Interestatal 64 - Interestatal 77 - U.S. Highway 19 - Ruta de Virginia Occidental 3 - Ruta de Virginia Occidental 16 | - Ruta de Virginia Occidental 41 - Ruta de Virginia Occidental 54 - Ruta de Virginia Occidental 61 - Ruta de Virginia Occidental 99 |

## Demografía
En el 2000 la renta per cápita promedia del condado era de $28,181, y el ingreso promedio para una familia era de $35,315. En 2000 los hombres tenían un ingreso per cápita de $33,000 versus $20,672 para las mujeres. El ingreso per cápita para el condado era de $16,233. Alrededor del 18.50% de la población estaba bajo el umbral de pobreza nacional.

## Ciudades y pueblos

### Comunidades incorporadas
- Beckley
- Lester
- Mabscott
- Rhodell
- Sophia

### Comunidades no incorporadas
| - Abney - Abraham - Affinity - Amigo - Beaver - Besoco - Big Stick - Blue Jay - Blue Jay 6 - Bowyer - Bradley - Cedar - Coal City - Cool Ridge | - Crab Orchard - Daniels - East Gulf - Eccles - Egeria - Fireco - Flat Top - Ghent - Glen Daniel - Glen Morgan - Helen | - Hollywood - Hot Coal - Hotchkiss - Jonben - Josephine - Killarney - Lego - Lillybrook - MacArthur - McAlpin - McVey - Montcoal - Naoma - New - Odd | - Pemberton - Pickshin - Pinepoca - Piney View - Pluto - Price Hill - Princewick - Prosperity - Ralco - Shady Spring - Shiloh - Slab Fork - Soak Creek - Sophia | - Stanaford - Stotesbury - Sullivan - Sylvia - Tams - Ury - Whitby - White Oak - Willibet - Winding Gulf - Woodpeck |